# Stazione di Neuville-Université
Neuville - Université è una stazione ferroviaria della RER A e del Transilien L gestita da RFF e da SNCF situata nel comune di Neuville-sur-Oise. Fa parte del ramo A3. Nel 2001 il numero di viaggiatori giornalieri ha raggiunto una media di 2 500 - 7 500.

## Corrispondenze
- STIVO: 34S, 49abc.
- Boucle de la Seine: 27.
- Conflans: 14.
- Rive Droite: 10.
- Véolia Montesson: 12.16.
- Noctilien: N152.